# Cratere Maa-Ling
Maa-Ling  è un cratere sulla superficie di Venere.